# جغرافية غيانا الفرنسية
غويانا الفرنسية، هي مدينة ما وراء البحر الفرنسية. تقع على الساحل الشمالي لقارة أمريكا الجنوبية بين، مدينتي سورينام والبرازيل. وهي جزء من منطقة البحر الكاريبي في (أمريكا الجنوبية) ويحدها شمالًا المحيط الأطلسي.
لديها سهول منخفضة مع جبال صغيرة في الجنوب. ينقسم مناخها بين الغابات الاستوائية المطيرة والرياح الاستوائية الموسمية. غويانا الفرنسية في الغالب غير مستقرة ولها استخدام منخفض للأراضي.

## إحصائيات

### منطقة
المجموع: ٩١٠٠٠ كيلومتر مربع الأرض: ٨٩١٥٠ كيلومتر مربعالمياه: ١٨٥٠ كيلومتر مربع

### الحدود البرية
المجموع: ١.١٨٣ كمالدول الحدودية:
البرازيل ٦٧٣كم
سورينام ٥١٠كم (غير متفق عليه)
الساحل: ٣٧٨ كم

### المطالبات البحرية
المنطقة الاقتصادية الحصرية:
٢٠٠ ميل بحري (٣٧٠.٤كم ، ٢٣٠.٢ميل )
البحر الإقليمي:
١٢ميل بحري (٢٢.٢كم ،١٣.٨ميل )

### استخدام الأراضي
الأراضي الصالحة للزراعة: ٠٪؜
أخرى: ١٠٪؜ (تقديرات عام ١٩٩٦) الأراضي المروية: ٢٠كم٢ (تقديرات عام ١٩٩٣ )الجغرافيا - ملاحظة: في الغالب برية غير مستقرة.

### الموارد الطبيعية
البوكسيت والأخشاب والذهب (منتشر على نطاق واسع) سينابار وكاولين وسمك وجمبري و أرز و موز.

تصنيف مناخ كوبن خريطة غويانا الفرنسية.

## مناخ
مناخ غويانا الفرنسية حار واستوائي مع تصنيف مناخ كوبن للغابات الاستوائية المطيرة في معظم أنحاء البلاد.
تتكرر الأمطار الغزيرة والعواصف الرعدية الشديدة والفيضانات وكذلك الحرارة الشديدة والرطوبة.

## تضاريس
تتكون غويانا الفرنسية من سهول منخفضة ساحلية.
ترتفع إلى التلال والجبال الصغيرة في الجنوب.
انظر درع غيانا.

## النقاط المتطرفة
- أقصى نقطة في الشمال - بوانت إيسير
- أقصى نقطة في الجنوب - الحدود مع البرازيل، ماريباسولا
- أقصى نقطة في الغرب
- أقصى نقطة في الشرق
- أعلى نقطة - بلفيو دي لانيني :٨٥١م
- أدنى نقطة - المحيط الأطلسي: ٠م